# Los garriris
Los garriris es una serie de historietas creada por Javier Mariscal en 1974 para el fanzine "De Qvuommic". Su diseño está inspirado en Herriman y Disney.

## Trayectoria
Aparte de en diversos fanzines como "De Qvuommic", "Purita" y "Nasti de plasti", Los garriris aparecieron a partir de 1976 y alternativamente en las revistas "Star", "El Víbora" y "Cairo". También verían la luz en "El Sidecar" (1976), "A la calle" (1976) y "Apuntes de Garriris" (1977).
Ya en 1983, se pusieron a la venta jerseys con estampados de los garriris en la exposición "Gran Hotel" que tuvo lugar en la Galería Mec-Mec de Barcelona (1983). Uno de sus personajes, Cobi, acabó convertido en la mascota de los Juegos Olímpicos de Barcelona de 1992